# 대화궁
대화궁(大花宮)은 평안남도 대동군 부산면 남궁리에 있었던 것으로 추정되는 고려시대의 궁궐이다.
1129년(인종 7년) 서경 임원역에 건립한 인종의 신궁터이다. 묘청·백수한의 건의로 건축하여 왕이 자주 이곳에 행차하였다.
이자겸의 난에 개경의 궁성이 불타버리니 묘청·정지상 등의 서경인들이 서경천도운동을 전개하여 인종이 대화궁을 짓고 여러 번 서행하며 천도하려 하였으나 김부식 등 반대파의 반발로 천도운동은 좌절되었다.

## 같이 보기
- 묘청의 서경천도운동